# Miřejovice
Miřejovice (en allemand : Mirschowitz) est une commune du district de Litoměřice, dans la région d'Ústí nad Labem, en Tchéquie. Sa population s'élevait à 218 habitants en 2021.

## Géographie
Miřejovice se trouve à 3 km au nord-ouest du centre de Litoměřice, à 13 km au nord d'Ústí nad Labem et à 59 km au nord-nord-ouest de Prague.
La commune est limitée par Hlinná au nord, par Litoměřice à l'est et au sud, et par Kamýk à l'ouest.

## Histoire
La première mention écrite du village date de 1322.

## Transports
Par la route, Miřejovice se trouve à 3 km du centre de Litoměřice, à 17 km d'Ústí nad Labem  et à 71 km de Prague.